# Sågtångsräka
Sågtångsräka (Thoralus cranchii) är en art i ordningen tiofotade kräftdjur. Det är en ganska liten äkta räka (20 millimeter i längd). Sågtångsräkan liknar räkan Eualus occultus.
I Sverige förekommer den på Västkusten till söder om Göteborgs skärgård.